# Хосуке Шараку
Хосуке Шараку (яп. 写楽保介, Sharaku Hōsuke) — головний герой манґи та аніме Mitsume ga Tōru авторства Осаму Тедзуки. Його ім'я є відсиланням до Шерлока Холмса. Хосуке Шараку є частиною Зоряної системи Осаму Тедзуки.

## Опис
Шараку — на перший погляд, звичайний школяр, але він має таємницю. На його лобі є третє око, яке, коли відкривається, розкриває його надзвичайні психічні здібності та зловісну особистість. Це око також дає йому змогу викликати червону, списоподібну паличку під назвою Червоний Кондор. Як розповідає історія, Шараку є останнім нащадком таємничої стародавньої раси Триоких, які, за легендами, були відповідальні за створення багатьох чудес давнього світу.
Щоб захистити людство від своєї страшної сили, Шараку змушений носити пов'язку, яка запечатує його третє око. Поки третє око закрите, Шараку нічого не знає про свою справжню природу чи свої здібності і не пам'ятає зловісних спроб свого злого «я» завоювати світ. Шараку підтримує і піклується про нього його однокласниця Чійоко Вато, яка відчуває потяг до його істинної сутності. Вато — одна з небагатьох людей, яким Шараку спочатку довіряє.

## Видатні ролі
- «Хосуке Шараку» у Mitsume ga Tōru
- «Ассаджі» в Buddha
- «Стародавній принц Шараку» в Undersea Super Train: Marine Express — аніме 1979 року
- «Принц Шараку» в Blue Blink

На основі Mitsume ga Tōru створено дві гри NES під назвою Mitsume ga Tōru, головним героєм яких є Шараку.
Він також з'являється як головний лиходій у грі Game Boy Advance Astro Boy: Omega Factor, де він є жорстоким принцом імперії Му, який протистоїть Астробою.
Крім того, він кілька разів з'являється в Black Jack, зокрема в аніме-телесеріалі 2004 року, де він постає як звичайний учень молодшої школи та має симпатію до помічниці Блек Джека — Піноко. Чійоко Вато в цій адаптації виступає як його старша сестра та займається кендо.